# Skåne-Tranås
Skåne-Tranås er en landsby i Tomelilla kommun, Skåne län, i den syd-østligste del af Sverige. Den dækker et areal på 29 hektar, og havde i 2010 registreret 195 indbyggere.
I byen findes Tranås Kirke og Michelin-restauranten Daniel Berlin Krog.